# Communauté d'agglomération Val de Seine
Pour l’article homonyme, voir Quartier d'affaires du Val de Seine.
La Communauté d'agglomération du Val-de-Seine était une communauté d'agglomération française, située dans le département des Hauts-de-Seine et la région Île-de-France.
Elle a fusionné le 27 novembre 2008 avec la communauté d'agglomération voisine Arc de Seine pour former la  Communauté d'agglomération Grand Paris Seine Ouest.

## Histoire

### Création
L'intercommunalité a été créée le 1er janvier 2004. Celle-ci a été très critiquée à Sèvres, beaucoup estimant que la cohérence géographique aurait exigé que Sèvres rejoigne la Communauté d'agglomération Arc de Seine, et que la disproportion entre Sèvres (22 700 habitants) et Boulogne-Billancourt (108 000 habitants) était trop importante. L'opposition municipale y a vu la volonté de se rapprocher d'un voisin UMP, Sèvres étant entourée de municipalités UDF et radicale de gauche.
Selon les Verts de Sèvres, « au-delà du discours convenu sur la mutualisation des moyens, il s’agissait surtout d’éviter à Boulogne (une des villes les plus riches de France) de payer la pénalité dû au FSRIF (Fonds de solidarité de la région Île-de-France) du fait du manque de logements sociaux à Boulogne (environ 11 % au lieu des 20 %, minimum fixé par la loi). Sèvres avec 25 % de logements sociaux réduit en effet le manque de Boulogne dans le domaine.
En échange (?), Sèvres voit ses taxes et notamment son taux de taxe professionnelle baisser légèrement (de 9,98 % à 8,73 %) pendant que Boulogne voit le sien encore plus légèrement monter (de 8,67 % à 8,73 %) ».

### Fusion avec la communauté Arc de Seine
Passées les divergences qui avaient empêché les deux agglomérations de n'en faire qu'une à leur création respective en 2003 et 2004, la Communauté d'agglomération Arc de Seine et la communauté d'agglomération Val de Seine ont annoncé leur fusion. Elle a été officialisée le 27 novembre 2008 à Sèvres. La nouvelle communauté d'agglomération est entrée officiellement en fonction le 1er janvier 2010 sous le nom de Grand Paris Seine Ouest.

## Géographie

### Composition
La communauté d'agglomération Val de Seine regroupait deux communes :
- Boulogne-Billancourt
- Sèvres

### Collectivités voisines
- Paris
- Communauté d'agglomération Cœur de Seine avec Saint-Cloud
- Communauté d'agglomération Arc de Seine avec Ville-d'Avray, Vanves, Chaville, Meudon et Issy-les-Moulineaux.

## Fonctionnement

### Les élus
La communauté était administrée par un conseil communautaire constitué par des membres élus par chacun des conseils municipaux en leur sein.

### Liste des présidents
| Période       | Période       | Identité                 | Étiquette | Qualité                                |
| ------------- | ------------- | ------------------------ | --------- | -------------------------------------- |
| 2004          | 2008          | Jean-Pierre Fourcade     | UMP       | Sénateur-maire de Boulogne-Billancourt |
| 10 avril 2008 | décembre 2009 | Pierre-Christophe Baguet | PSD       | Député-maire de Boulogne-Billancourt   |

### Compétences
L'intercommunalité exerçait les compétences qui lui avaient été transférées par les communes membres, dans les conditions fixées par le code général des collectivités territoriales. Il s'agissait de :
- Aménagement de l'espace : le SCOT (schéma de cohérence territoriale) et les transports urbains sont transférés immédiatement mais les ZAC (zone d'aménagement concerté) ne le sont pas (pas d'intérêt communautaire défini).
- Développement économique : pas de transfert immédiat car l'intérêt communautaire n'est pas encore défini.
- Équilibre social de l'habitat : transfert immédiat du PLH (plan local de l'habitat) uniquement et l'intérêt communautaire n'est pas encore défini sur le reste de la compétence.
- Politique de la ville : pas de transfert immédiat car l'intérêt communautaire n'est pas encore défini.
- La voirie et les parcs de stationnement : transfert de la voirie (l'intérêt communautaire englobera l'intégralité de la voirie des deux villes) mais pas de transfert des parcs de stationnement (l'intérêt communautaire n'est pas défini)
- L'environnement (dont les déchets ménagers et assimilés, intégrant la collecte et le traitement) : transfert immédiat
- Les équipements culturels et sportifs : pas de transfert immédiat car l'intérêt communautaire n'est pas encore défini
- L'éclairage public (y compris illuminations de Noël), le mobilier urbain, la signalisation et la signalétique, le nettoiement, les interventions communales sur les voies départementales et nationales, les espaces verts attenants à la voirie
- Le transport à la demande à destination des personnes à mobilité réduite

### Organismes de regroupement
La communauté était membre des syndicats intercommunaux suivants :
- Syndicat mixte des Coteaux et du Val de Seine[4] qui est chargé de la préparation du schéma de cohérence territoriale qui orientera l’aménagement des Coteaux et du Val de Seine.
- Syndicat mixte des Hauts-de-Seine pour l'Élimination des Ordures Ménagères
- Syndicat mixte pour les activités nautiques, sportives et de loisirs du Val de Seine

### Régime fiscal et budget
La communauté était essentiellement financée par la taxe professionnelle unique, qu'elle collectait à la place des communes. Elle percevait également la taxe d'enlèvement des ordures ménagères.
Pour 2008, les taux de ces impôts étaient respectivement de 9,44 % et de 4,79 %

## Réalisations
La communauté a signé le 15 juillet 2008 un contrat de partenariat public-privé (PPP)  avec la société ETDE,
filiale électricité et maintenance de Bouygues Construction, pour la réfection et l'entretien de l'éclairage public. Ce contrat, d'une durée de 20 ans, est présenté comme la plus importante opération d’éclairage public jamais réalisée en France dans le cadre d’un partenariat public-privé. Permettant le remplacement, de 2008 à 2011, de 75 % des équipements préexistants, il devrait permettre des économies d'énergie de l'ordre de 38 %.
Elle s'est engagée dans la réalisation d'un Bilan Carbone.

### Sources, notes et références
1. ↑  « Un montage administratif inutile et coûteux : la communauté d’agglomération Val de Seine : Le point de vue de Rémi LESCOEUR, élu vert de Boulogne-Billancourt à la communauté Val de Seine », Les Verts de Sèvres, page archivée sur Wikiwix, 20 février 2006 (consulté le 8 janvier 2016).
2. ↑  « Issy et Boulogne vont se marier : Jusqu'alors séparées, les deux communautés d'Issy et de Boulogne vont fusionner et fédérer quelque 235 000 habitants. », Le Parisien, édition des Hauts-de-Seine,‎ 14 novembre 2008 (lire en ligne).
3. ↑  « Création de GPSO », Vie institutionnelle et citoyenne, sur agglo-gpso.fr (consulté le 8 janvier 2016).
4. ↑  La Communauté d'agglomération Val de Seine fait partie du Syndicat mixte des Coteaux et du Val de Seine, de même que les Communautés d'agglomération Cœur de Seine et Arc de Seine ainsi que la ville de Marnes-la-Coquette.
5. ↑  Le taux de taxe professionnel est celui voté par la communauté. Les contribuables paient en plus les parts départementales, régionales, des instances consulaires et des frais de collecte au profit de l'État
6. ↑  « Membres du conseil de la Communauté d’agglomération du Val de Seine »(Archive.org • Wikiwix • Archive.is • Google • Que faire ?), sur le site officiel de Boulogne-Billancourt, 2008 (consulté le 21 octobre 2008).
7. ↑  Les nouvelles de Val de Seine, insert dans le journal municipal de Sèvres - Octobre 2008
8. ↑  Les nouvelles de Val de Seine, insert dans le journal municipal de Sèvres - Septembre 2008